# 南甘比

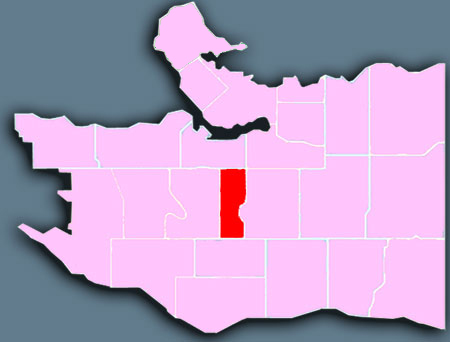
在溫哥華市內的位置

南甘比是加拿大卑詩省溫哥華的一個社區。不論是以面積還是人口計，它都是該市最小的社區之一。該社區位於女皇公園與桑拿斯社區之間，以擁有大量醫療機構而知名。

## 地理
南甘比是一片狹長的土地，佔地217公頃，東接小山山坡上的女皇公園，西接桑拿斯社區的貴價住宅。它位於橡樹街繁忙的南北走廊與甘比街以東之間，北起西16街，南至西41街。

## 特徵
南甘比社區有着該省頂級的醫療設施，包括卑詩兒童醫院及卑詩婦女醫院（BC Women's Hospital and Health Centre）。該社區也是歷史悠久的桑拿斯醫院（Shaughnessy Hospital）的所在地，該醫院在一戰及二戰期間被廣泛使用。

## 外部連結
- Vancourier article （页面存档备份，存于）
- BC Children's Hospital （页面存档备份，存于）
- BC Women's Hospital （页面存档备份，存于）